# Skulpturenpark Åkerby

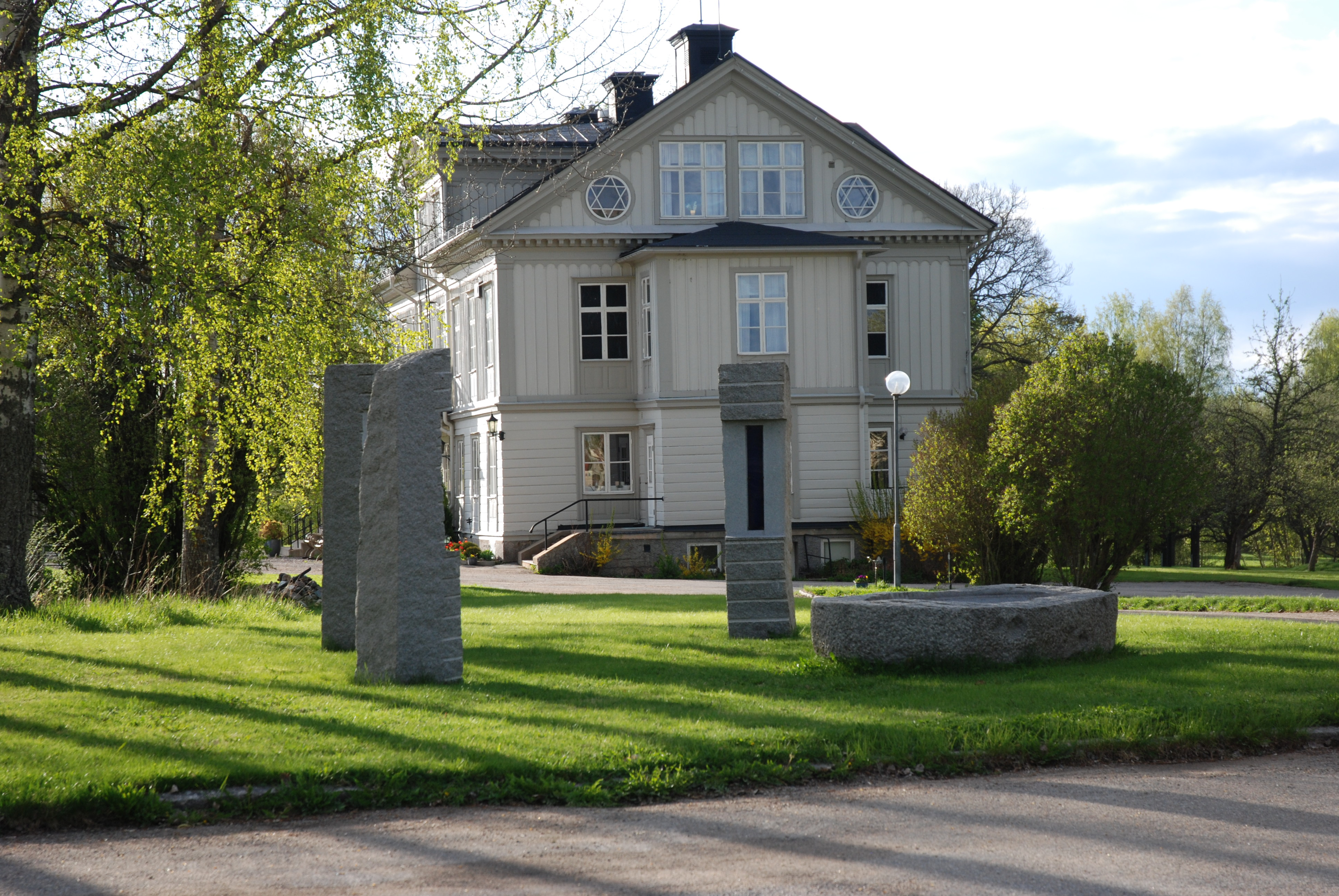
Skulpturenpark in Åkerby

Der Skulpturenpark Åkerby ist ein Skulpturenpark mit Werken der heutigen modernen Bildhauerei in Schweden.
Der Park mit einer Fläche von sechs Hektar befindet sich am Westufer des Fåsjön auf Landgut Åkerby Herrgård, etwa neun Kilometer (Luftlinie) nordnordwestlich der Gemeinde Nora im Västmanland in der Provinz Örebro län.
In diesem größten Skulpturenpark Schwedens befinden sich 132 Skulpturen (Stand von 2010), Installationen und Werke der Land Art.
Zu den Bildhauern, die Werke in diesem Park ausstellen, gehören schwedische – darunter Richard Brixel mit Mona von 1987 und Fredrik Vretman mit Goa Trans – und internationale Bildhauer.

## Fotogalerie

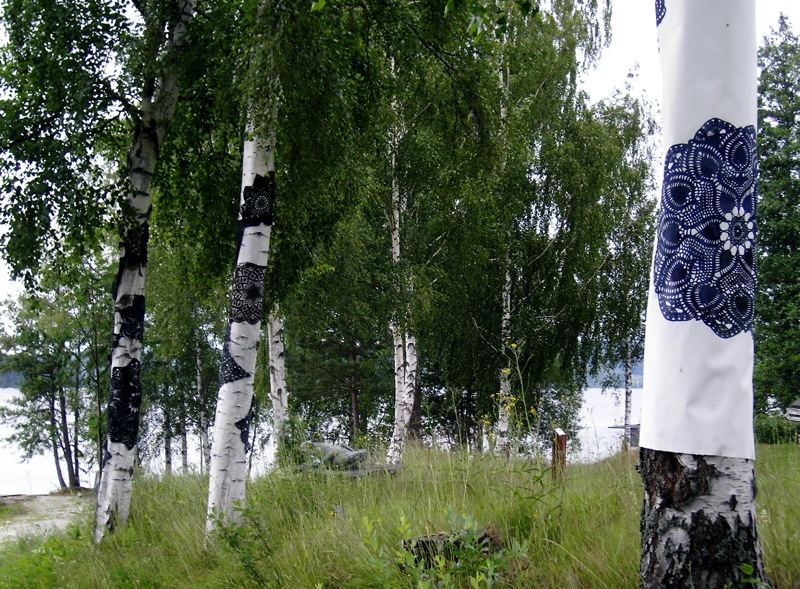
Der Åkerby-Skulpturenpark
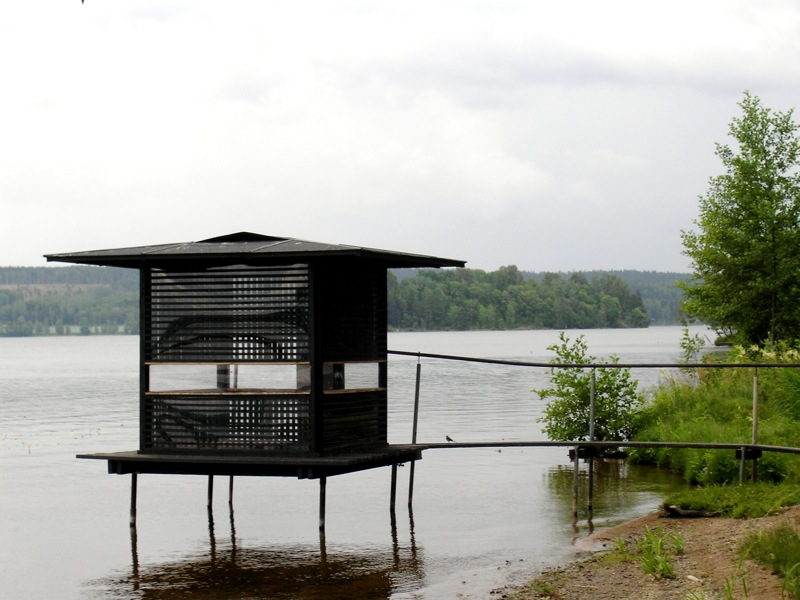
Eine Installation
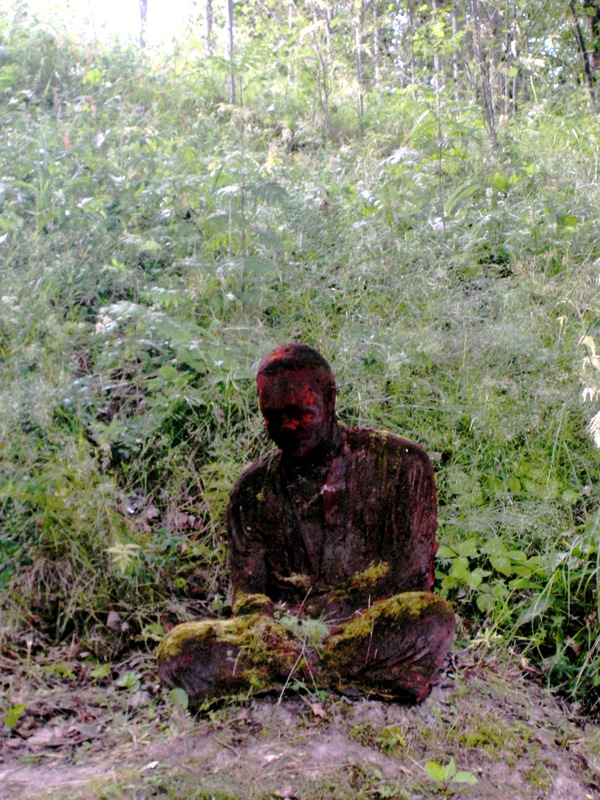
Goa Trans von Fredrik Vretman